# Libro de Mormón
El Libro de Mormón es uno de los textos sagrados de  La Iglesia de Jesucristo de los Santos de los Últimos Días, la Comunidad de Cristo y otras ramas del Movimiento de los Santos de los Últimos Días. 
Fue publicado por el restauracionista Joseph Smith en marzo de 1830, quien sostenía haberlo traducido de los escritos de profetas y hagiógrafos que habitaron en la América precolombina. El libro toma su nombre de Mormón, quien de acuerdo al libro sería uno de los últimos profetas que escribieron en él, alrededor del año 390 d. C.
La introducción del libro afirma que los textos contenidos en él son el compendio de escritos anteriores, los cuales abarcan un periodo de mil años de historia (entre 600 a. C. y 400 d. C). En  el mismo se narran los orígenes de los pueblos indígenas de América, o al menos de parte de ellos, descendientes de hebreos fugitivos. También se describe la visita de Cristo resucitado a estos pueblos.  
Smith sostuvo que el libro era de origen divino y completaba la Biblia. Tal postura es compartida por los miembros de la Iglesia SUD y otras del movimiento, cuyas  organizaciones apologéticas se esfuerzan por afirmar que el libro es históricamente auténtico. El consenso en la comunidad académica es que el Libro de Mormón no es un texto antiguo y no registra eventos históricos, sino un libro escrito en la década de 1830 en los Estados Unidos, por el propio Smith utilizando, probablemente, otras obras literarias.

## Historia
El Movimiento de los Santos de los Últimos Días sostiene que El Libro de Mormón contiene los registros de dos civilizaciones que poblaron el continente americano; una procedente de Jerusalén, guiada por el profeta Lehi, en torno al 600 a. C. y otra, que habría arribado muchos siglos antes, en la época del episodio bíblico de la Torre de Babel. La más antigua son los jareditas, llamados así por su ancestro Jared, y estaba virtualmente extinta al tiempo de la llegada de la segunda: los nefitas, llamados así por su patriarca Nefi. Una parte de los emigrados de Jerusalén, rebeldes a los mandatos divinos, fueron conocidos como lamanitas (por Lamán, hijo de Lehi y hermano de Nefi) y son los ancestros de los indígenas americanos o al menos de algunos de ellos. En el libro se dan indicaciones de tiempo y lugares, pero hasta el momento es imposible relacionarlos con eventos históricos (salvo los derivados de la Biblia) o regiones geográficas concretas, excepto Jerusalén y su entorno.
Estos textos habrían sido escritos y conservados por profetas de la última de estas naciones hasta que Mormón, uno de ellos, los compiló en un único volumen, grabado en planchas de oro.

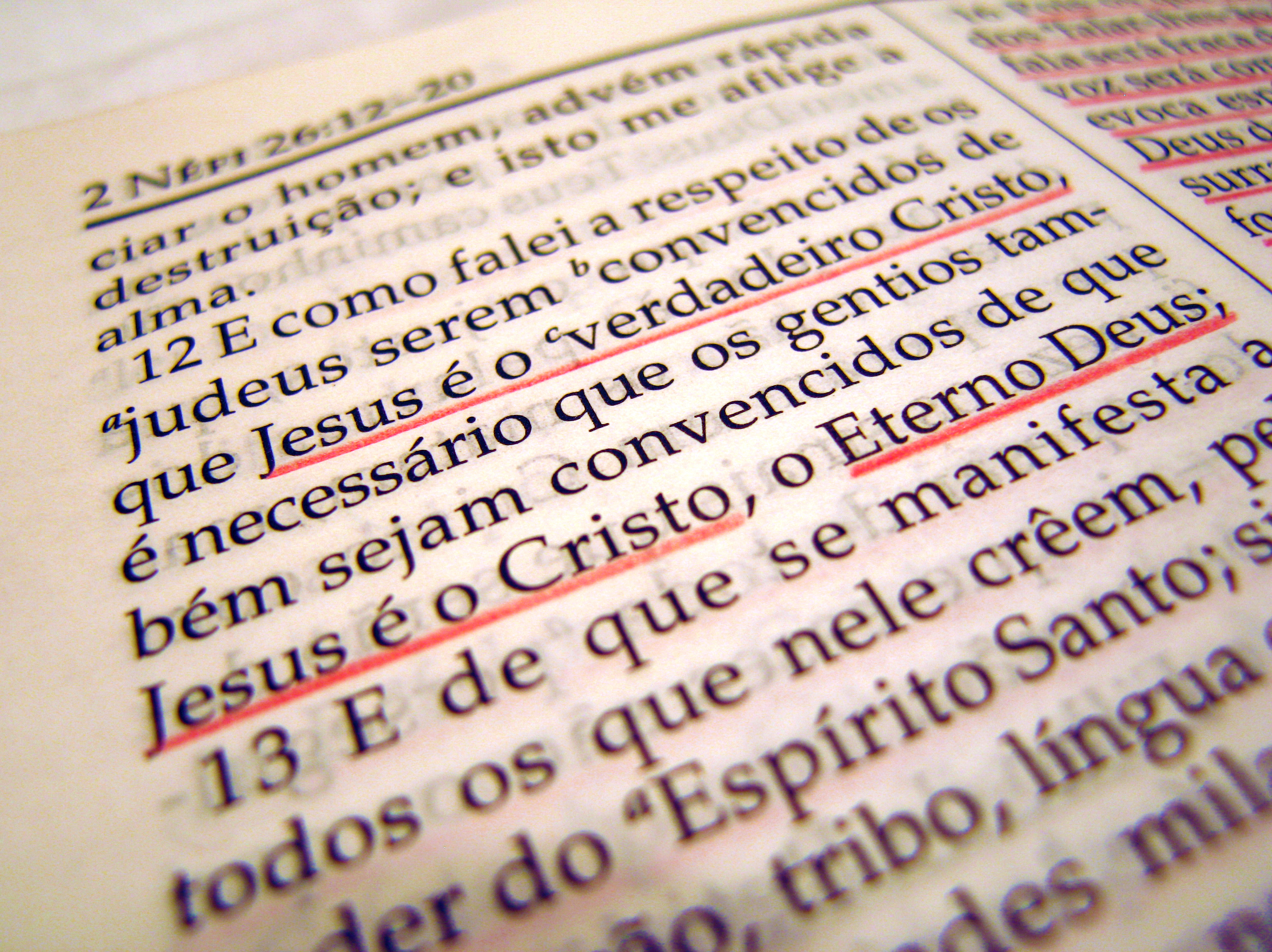
Una página del Libro de Mormón (2 Nefi 26:12), edición de 1997 en portugués.

 Según la narración de Joseph Smith, Moroni, hijo de Mormón y para entonces un ángel resucitado, lo visitó el 21 de septiembre de 1823, instruyéndolo acerca del antiguo escrito y de los pasos a seguir para traducirlo. Smith reportó que el libro, compuesto por planchas de oro, estaba escondido en un cerro llamado Cumorah ubicado en su comunidad en el estado de Nueva York y supuesto lugar de la última resistencia del pueblo nefita antes de su erradicación. 
Smith dijo que cuatro años más tarde las planchas le fueron entregadas, traduciéndolas enseguida, asegurando tener auxilio divino para esa labor. La introducción del libro afirma que su traducción se realizó mediante el uso de un instrumento llamado Urim y Tumim, que permitía a Smith interpretar los caracteres del «egipcio reformado», la supuesta lengua original del Libro de Mormón, al inglés estadounidense. La impresión del libro fue asistido por Martin Harris y posteriormente también Oliver Cowdery, ambos firmantes como testigos visuales de las planchas de oro que Smith dijo haber recibido del ángel Moroni. 
Hay numerosos relatos sobre el proceso de traducción. Algunas fuentes sostienen que Smith usó el susodicho Urim y Tumim, piedras especiales recibidas por Dios con el fin de ayudar a leer los caracteres del libro. Otros mencionan el uso de una piedra vidente y sostienen que Smith traducía detrás de una manta o cortina. El relato más difundido es que las planchas estaban cubiertas por un paño y que Smith, con su cabeza inclinada y oculta dentro de la copa de un sombrero, veía la imagen del texto original, la cual era sustituida milagrosamente por la palabra inglesa correspondiente; en ese momento dictaba a su secretario Harris el pasaje correspondiente. En este caso las planchas se encontraban en otra habitación o bien estaban tapadas sobre la mesa. Una primera traducción de algunas planchas se perdió antes de ser impresa, pero Smith no volvió a realizarla, argumentando una prohibición divina, en su lugar tradujo otro grupo de planchas, grabadas expresamente en el siglo VI previendo esta contingencia.
Las planchas originales fueron vistas por Smith y por un grupo de testigos, tres y ocho, cuya declaración figura en el prólogo de cada edición impresa del Libro. Estos testimonios son categóricos, pero han sido cuestionados por tratarse de personas cercanas o emparentadas con Smith, debido a la retractación de algunos de ellos y porque están marcados por las creencias sobrenaturales de la época.
Joseph Smith publicó su obra por primera vez en 1830 con el título The Book of Mormon, en referencia al personaje del libro responsable de su compilación. El Libro de Mormón está dividido en libros más cortos, titulados según las personas nombradas como autores principales o contribuyentes. En la mayoría de las versiones cada libro está dividido en capítulos y versículos, al igual que lo está la Biblia. La primera impresión del libro fue en inglés estadounidense, con un estilo muy similar al inglés de la versión de la Biblia del rey Jacobo. Desde  entonces el libro ha sido traducido total o parcialmente a 112 idiomas. Para 2020 se habían impreso más de 192 millones de copias del Libro de Mormón. Como resultado del trabajo misionero de los miembros de la Iglesia de Jesucristo de los Santos de los Últimos Días, y otras denominaciones afines, el libro se ha publicado en setenta y ocho idiomas, con porciones traducidas en otras treinta y dos lenguas, imprimiendo más de ciento veinte millones de ejemplares, cubriendo el idioma nativo del 99% de sus miembros y el 87% de la población mundial total. En 1998 la Iglesia de Jesucristo de los Santos de los Últimos Días dejó de traducir secciones resumidas del Libro de Mormón, anunciando que la traducción del libro a cada nuevo idioma será una edición completa.

## Publicaciones
El Libro de Mormón fue publicado por primera vez por Joseph Smith en marzo de 1830, en Palmira (Nueva York, Estados Unidos).
Actualmente existen varias ediciones en español publicadas por las iglesias que creen en él. Está impreso con los títulos:
- El Libro de Mormón: otro Testamento de Jesucristo por la Iglesia de Jesucristo de los Santos de los Últimos Días en Salt Lake City (Utah).
- El Libro de Mormón por Herald House en Independence, Misuri (EE. UU.) Casa editora de la Comunidad de Cristo, la Iglesia de Cristo (Terreno del Templo)[38] y la Iglesia Remanente de Jesucristo de los Santos de los Últimos Días.[39]

## Creencias
El tema del Libro de Mormón, según aparece en su portada, es mostrar al mundo que Jesús es el Cristo, el Eterno Dios, quien se manifiesta a todas las naciones.
En 1981, al título de la versión de la Iglesia de Jesucristo de los Santos de los Últimos Días le fue añadido el subtítulo «Otro Testamento de Jesucristo», quedando titulado como El Libro de Mormón: Otro Testamento de Jesucristo para clarificar el tema cristiano del libro: «Todo el que abra el libro sabrá, por su título, qué es lo que contiene».
Según la introducción del libro, la parte considerada más importante del libro es la visita de Jesucristo al continente americano tras su resurrección, registrada en el Tercer libro de Nefi, en los capítulos 11 al 28. En este libro, considerado sagrado para sus devotos, «se expone la doctrina del evangelio, se describe el plan de salvación y se dice a los hombres lo que deben hacer para lograr la paz en esta vida y la salvación eterna en la vida venidera».
Las iglesias que creen en el Libro de Mormón afirman que este también sirve como evidencia del llamado de Dios a su profeta, Joseph Smith, que habría traducido el libro de antiguas planchas de oro que le fueron entregadas por el ángel Moroni. Es un texto que, por lo demás, es considerado parte integral y canónica de la misma Biblia por los devotos mormones. Se enseña que los escritos en el Libro de Mormón demuestran que la Biblia es un libro inspirado por Dios.
En el libro mismo se invita a orar para saber si su contenido es verdadero, y se afirma que, por medio de su interpretación correcta y fiel aplicación, el lector recibirá una guía divina para su vida.

## Divisiones del Libro de Mormón
El Libro de Mormón está formado por los siguientes libros, cada uno de los cuales supuestamente escrito por un descendiente de Lehi, o algún profeta nefita. Las ediciones del libro dan una indicación cronológica de los hechos basándose sólo en los datos internos:
| Libro                                                      | Título abreviado      | Autor (según el libro)                                                                 | Época (según el libro)      |
| ---------------------------------------------------------- | --------------------- | -------------------------------------------------------------------------------------- | --------------------------- |
| Primer Libro de Nefi                                       | Primer Nefi, «1 Ne.»  | Nefi, hijo de Lehi                                                                     | 600 a. C.                   |
| Segundo Libro de Nefi                                      | Segundo Nefi, «2 Ne.» | Nefi, hijo de Lehi                                                                     | Entre el 588 y el 570 a. C. |
| Libro de Jacob                                             | Jacob                 | Jacob, hermano de Nefi, hijo de Lehi                                                   | Entre el 544 y el 421 a. C. |
| Libro de Enós                                              | Enós                  | Enós, nieto de Lehi, hijo de Jacob                                                     | ~420 a. C.                  |
| Libro de Jarom                                             | Jarom                 | Jarom, hijo de Enós                                                                    | Entre el 399 y el 361 a. C. |
| Libro de Omni                                              | Omni                  | Omni, hijo de Jarom, et al.                                                            | Entre el 323 y el 130 a. C. |
| Palabras de Mormón                                         | Palab. Mormón         | Mormón, editor del Libro de Mormón                                                     | ~385 d. C.                  |
| Libro de Mosíah                                            | Mosíah, «Mo»          | Mosíah, hijo del rey Benjamín, quien recibió las planchas de Amalekí, bisnieto de Omni | Entre el 130 y el 124 a. C. |
| Libro de Alma: El Hijo de Alma                             | Libro de Alma, «Alma» | Alma, hijo de Alma, quien recibió las planchas del Rey Mosíah.                         | ~91 - 88 a. C.              |
| Libro de Helamán                                           | Helamán, «Hel»        | Helamán, nieto de Alma, hijo                                                           | ~50 a. C.                   |
| El Libro de Nefi, hijo de Nefi, que era hijo de Helamán    | Tercer Nefi           | Nefi, hijo de Helamán                                                                  | Entre el 1 y el 4 d. C.     |
| Cuarto Nefi, hijo de Nefi, uno de los Discípulos de Cristo | Cuarto Nefi           | Relatado por Mormón de los anales de Ammarón                                           | Entre el 35 y el 321 d. C.  |
| Libro de Mormón                                            | Mormón                | Mormón, quien recibió las planchas de Ammarón                                          | Entre el 321 y el 326 d. C. |
| Libro de Éter                                              | Éter                  | Editado por Moroni de los escritos de Éter.                                            |                             |
| Libro de Moroni                                            | Moroni                | Moroni, hijo de Mormón                                                                 | Entre el 401 y el 421 d. C. |

## Los pueblos del Libro de Mormón
En el libro se narra la historia de dos grandes pueblos, denominados nefitas y lamanitas, quienes vivieron entre el 600 a. C. y el 421 d. C. También se relata la historia de un pueblo más antiguo, del tiempo de la Torre de Babel, llamado jareditas. El libro dice que estos pueblos cruzaron los mares y desembarcaron con la ayuda de Dios en lo que se supone sería el actual continente americano. Algunos estudiosos mormones sostienen que el territorio más preciso al que se refiere el libro es el sur de Mesoamérica, conformado por México y territorios de Guatemala, aunque se han propuesto otras localizaciones, y la Iglesia de Jesucristo de los Santos de los Últimos Días nunca ha definido una posición oficial al respecto. De acuerdo al libro, la cultura original de los nefitas y lamanitas era la hebrea antigua, con reminiscencias egipcias. Nefi, quien comienza el relato, menciona escribir en el «idioma de los egipcios», mientras que Moroni (de acuerdo al libro, un milenio después de Nefi), dice que sus escritos y los de su padre Mormón habían sido escritos en «egipcio reformado». Son las dos únicas instancias dentro del libro en que se habla del idioma de los relatos.

### Nefitas y lamanitas
Según el libro, los nefitas eran los descendientes de Nefi, hijo de Lehi. Lehi sacó a su familia de Jerusalén en el tiempo de Sedequías, rey de Judá, tiempo en el que Babilonia y Egipto competían por el poder y control de esa parte del mundo, y el pequeño pueblo de los judíos estaba situado en el medio de ambas potencias. Por instrucciones de Dios fueron llevados a través del desierto a un lugar no especificado de la costa del Mar Rojo, cerca del golfo de Aqaba, una distancia de aproximadamente trescientos kilómetros de Jerusalén. Allí Nefi recibió instrucción de Dios para la construcción de un barco, con el cual trasladó a su familia al continente americano, haciendo uso de una brújula llamada entre ellos liahona. Se establecieron en el continente, lugar al que llamaban con frecuencia, «Tierra prometida». Después de la muerte de Lehi, la familia se dividió, por una parte los nefitas quienes siguieron el liderazgo de Nefi y tenían una relación de obediencia a los mandamientos de Dios, y los lamanitas, gente escindida de los nefitas quienes no siguieron las enseñanzas divinas transformándose en guerreros, en enemigos de los nefitas. En los comienzos del Movimiento de los Santos de los Últimos Días se interpretó a este relato como la explicación del origen de los habitantes de América, más adelante esta idea fue abandonada y actualmente la Iglesia de Jesucristo de los Santos de los Últimos Días considera que no hay en el libro referencias de que la entera población amerindia fuese descendiente de los lamanitas; en cuanto a los nefitas, el mismo libro mismo menciona su destrucción por los lamanitas. No obstante, es común entre los mormones referirse a los indígenas, cualquiera sea su etnia, e incluso a los mestizos como lamanitas.

### Otros pueblos
Por otra parte, los jareditas, a causa de la iniquidad del pueblo, fueron destruidos mucho tiempo antes de la llegada de Lehi y su familia, pero su historia fue conocida por el descubrimiento de un juego de veinticuatro planchas (registros) de metal por parte del pueblo de Limhi en la época del rey nefita Mosíah.
En el libro también se hace referencia a una colonia de judíos llamados mulekitas, liderados por Mulek (hijo de Sedequías, rey de Judá), quienes llegaron asimismo al continente americano, colonia que fue descubierta por Mosíah, pero no hablaban el mismo idioma ni tenían anales. El libro habla brevemente de otras personas que llegarían a este continente especial bajo la inspiración de Dios, pero no describe su historia.
Sin embargo, el relato más importante del Libro de Mormón es la visita de Jesucristo resucitado a los nefitas, en el cual se relatan las enseñanzas y mandamientos de Jesucristo a los descendientes de los nefitas y los lamanitas, quienes tendrían la oportunidad de recibir el Libro de Mormón en la época moderna.
Finalmente, en una fecha que las notas del libro identifican con el 421 d. C., los nefitas fueron destruidos por los lamanitas.
Moroni, hijo de Mormón, se encargó de preservar los anales escritos por los profetas nefitas, además de compendiar los anales de los jareditas y anexarlos al compendio de los anales nefitas hecho por su padre, para luego escribir su propio testimonio y esconder los registros, con el fin de que fueran preservados hasta que se restaurara de nuevo la iglesia sobre la tierra al terminar la gran apostasía.

## Controversias

### El libro de Mormón como fuente histórica
Los textos originales del Libro de Mormón no están disponibles, por lo tanto es imposible hacer un estudio paleográfico del mismo, verificar su lengua o realizar una nueva traducción. 
Se trata de un libro que, según Joseph Smith, fue revelado mediante intervención divina y cuya evidencia, ciertas planchas de oro, fueron devueltas a un ser celestial, quien las mantiene ocultas o bien han sido enterradas en una cámara subterránea del cerro Cumorah. El proceso de traducción de las mismas también presenta testimonios diversos acerca de la manera en la que se llevó a cabo, si bien siempre se asegura que fue milagroso.
El mismo libro y la enseñanza de las iglesias del Movimiento de los Santos de los Últimos Días, sostienen que la prueba de la veracidad de la obra es el discernimiento interior guiado por el Espíritu Santo, de manera que sólo quien crea que es verdadero puede estar seguro de que lo es. Por lo tanto solo los estudiosos mormones aceptan que el libro es auténtico y contiene información histórica sobre los pueblos precolombinos de América. 
Este carácter extraordinario del libro, hace que el consenso de historiadores y filólogos sostenga que el autor de este libro es Joseph Smith. Incluso algunos miembros del movimiento, sobre todo en la Comunidad de Cristo, aceptan que el Libro puede no ser un texto antiguo sino una "ficción inspirada".
Existen diferentes conjeturas sobre si su contenido fue inventado totalmente por Smith, si utilizó ayuda de colaboradores o bien si se trató de un plagio de obras de la época.

### Autenticidad histórica
La comunidad científica, arqueológica e histórica no considera al Libro de Mormón como un texto antiguo que contenga eventos históricos. Además de su origen y la imposibilidad de acceder al texto original, o una copia fiable, las críticas se han centrado en cinco áreas principales:
- La falta de correlación entre las localizaciones descritas en el Libro de Mormón y los yacimientos arqueológicos americanos.[84]
- Las referencias a animales, plantas, metales y técnicas en el Libro de Mormón de las cuales no se han hallado evidencias en la América precolombina, muchas veces consideradas anacronismos.[85][nota 2] Al respecto se mencionan en el libro caballos,[86][87][88][89][90][91][92][93] asnos[86][94][92][nota 3] o burros,[86][nota 3]  vacas,[86][95] bueyes,[86][94][95] ovejas,[95] cerdos,[95] cabras,[86][87][95] y demás ganado (sin especificar la especie),[96] elefantes,[92][97] trigo,[98][99][100] cebada,[98][99][100] acero,[101][102][103] latón, cadenas, hierro,[102][103][104][105] sedas,[106][107][108][109] pieles de cordero,[110] cimitarras[111][112][113][114][115][116][117][118] carros de combate,[119][89] sinagogas y monedas.[120]
- El crecimiento de la población que se refleja en el libro; algunos autores, como M. T. Lamb y John Kunich sostienen que el desarrollo demográfico de nefitas y lamanitas es improbable teniendo en cuenta los estudios de población comparados con los datos del libro.[121]
- La falta de conexión lingüística entre las lenguas americanas y las lenguas del Creciente Fértil, en especial las semíticas y afroasiáticas, supuesto lugar de origen de los nefitas.[122][nota 4] Por otro lado, es notable que en el libro se mencionen nombres griegos como Timoteo y Laconeo, o helenizados como Antipas o Zenós, a pesar de la afirmación de Smith en una carta al periódico Times and Seasons, donde se lee que "...no había nombres griegos o latinos sobre las planchas de las cuales, por Gracia de Dios, traduje el Libro de Mormón."[123][124]
- La falta de evidencia de ADN que vincule a los pueblos originarios de América con el Cercano Oriente.[125][nota 5]

La mayoría de los adherentes del Movimiento de los Santos de los Últimos Días consideran el Libro de Mormón como un registro históricamente exacto. Dentro del Movimiento hay muchos grupos apologéticos que buscan reconciliar las discrepancias de formas diversas. Entre estos grupos se encuentran la Foundation for Ancient Research and Mormon Studies (FARMS) y la Foundation for Apologetic Information & Research (FAIR), que intentan probar que el Libro de Mormón es historia literal, teniendo en cuenta los argumentos críticos de su autenticidad histórica, o armonizando las evidencias históricas y científicas con el texto. Uno de los argumentos recientes más comunes es el Modelo de limitación geográfica, el cual conjetura que el pueblo del Libro de Mormón cubrió tan solo una limitada región geográfica en Mesoamérica, Sudamérica o la zona de los Grandes Lagos, afirmaciones mutuamente excluyentes y que tropiezan con dficultades en su aplicación; la más notable de todas, para las dos primeras, es la ubicación del monte Cumorah en el estado de Nueva York.

### Acusaciones de plagio
Tan pronto como Joseph Smith publicó el Libro de Mormón en marzo de 1830, empezaron a surgir los primeros cuestionamientos sobre la credibilidad del texto cuando numerosos lectores notaron que varias partes del libro contenían citas textuales de la Biblia; de hecho, se han detectado cerca de veintisiete mil palabras y frases tomadas concretamente de la versión conocida como Biblia del Rey Jacobo (1611), la más difundida en los países de habla inglesa y que incluye los llamados libros deuterocanónicos. Se ha afirmado que el nombre «Nefi» podría haber sido tomado del Segundo libro de los Macabeos de la Biblia del Rey Jacobo, el cual dice:

And Neemias called this thing Naphthar, which is as much to say as a cleansing: but many men call it Nephi.
Biblia del Rey Jacobo,
 2 Macabeos 1:36

Algunas de ellas se explicaban en el mismo texto como parte del material profético que Lehi había llevado de Jerusalén como por ejemplo las citas de Isaías, aunque la crítica bíblica las considera hoy en día posteriores a este profeta, pero otras presentan notorias semejanzas con pasajes de libros bíblicos escritos después de la partida de los nefitas; entre ellos podemos encontrar la conversión de Alma, muy semejante a la conversión de San Pablo.
Además de la obvia influencia de la Biblia, se especula con que una de las fuentes primarias del libro haya sido la obra View of the Hebrews de Ethan Smith, publicada en 1823 en Poultney, Vermont, en la misma fecha en que allí vivió Oliver Cowdery, colaborador de Smith. Este libro, sin embargo, no se presentaba como una narración o un texto antiguo, sino como un ensayo histórico y una especie de manifiesto para alentar la conversión de los indígenas de las Cinco Tribus Civilizadas, presentados como descendientes de colonos israelitas.
Otra influencia alegada es la obra de Solomon Spalding, quien escribió dos textos de ficción sobre la cultura de los constructores de montículos. En una de estas historias, inconclusa y titulada Manuscript Story – Conneaut Creek,  Spalding imaginaba el descubrimiento de América por un navío de la antigua Roma, narrado a partir de un texto latino escrito en una veintena de rollos de pergamino hallados en una caverna de Conneaut Creek. La otra obra, una novela inédita llamada Manuscript, Found, ha desaparecido y su contenido sólo se conoce por el testimonio de John Spalding, hermano de Solomon. Según este testimonio, la novela trataba de los primeros habitantes de América, descendientes de los judíos Nefi y Lehi, los cuales se dividieron en dos pueblos enemigos, cuyos descendientes fueron enterrados en los actuales montículos del sudeste. Estas declaraciones, sin ninguna prueba textual, fueron refrendadas por una declaración jurada publicada por Eber D. Howe en un libro titulado: Mormonism Unvailed. Sin embargo, otros autores como Fawn McKay Brodie, consideran que estos testimonios fueron manipulados y que se trata de un caso de síndrome de falsa memoria, influenciado por el texto ya publicado del Libro de Mormón.
Un estudio de 2013 señaló que existe un evidente paralelismo entre el Libro de Mormón y el libro de Gilbert Hunt; La última guerra entre los Estados Unidos y Gran Bretaña (The Late War Between the United States and Great Britain) publicado en 1815. Esta obra es un relato de la Guerra de 1812 y está escrita emulando el estilo de la Biblia del Rey Jacobo. El estudio recopila frases y nombres que aparecen en La última guerra..., para indicar que el libro publicado por Smith, supuestamente escrito siglos antes y escondido desde entonces, contiene las mismas oraciones y nombres similares. Por ejemplo en la obra de Hunt se menciona a Moravian Town y al jefe indígena Tecumseh, mientras que en el Libro de Alma (parte del Libro de Mormón) se citan juntos al pueblo de Morianton y al jefe nefita; Teancum (algo que ya había sido notado por otros investigadores). Además, según el mismo estudio, un análisis informático de ambas obras, arroja un alto índice de frases comunes incluso eliminando aquellas de «estilo bíblico».  Los investigadores concluyen que Joseph Smith debió haber leído el libro de Hunt, que estaba muy difundido entonces, y sobre esa base habría compuesto el Libro de Mormón. Los estudiosos mormones consideran que la mayor parte de estas similitudes proceden de que ambas obras usan el lenguaje de la mencionada Biblia del Rey Jacobo. Agregan que mientras Hunt relata una historia ya conocida y contemporánea, el Libro de Mormón cuenta sucesos completamente nuevos y antiguos.
Ronald Huggins, en un estudio publicado en el periódico mormón Dialogue, ha señalado la similitud entre los nombres «Cumorah» y «Moroni» (el cerro donde supuestamente se escondieron las planchas originales y el ángel revelador del libro), y los de las islas Comoras y su capital Moroni. El autor señala que la lectura del joven Smith de relatos sobre un tesoro escondido por el Capitán Kid en dichas islas, pudo ser el origen de estos nombres. Otros autores, sin embargo, señalan que las evidencias presentadas por Huggins son meramente circunstanciales y que este es incapaz de demostrar que Smith conociera los nombres aludidos, toda vez que Moroni era, por entonces, una pequeña aldea que no aparecía en mapas o relatos. Más aún, otros mormones consideran que los nombres de Comores y Moroni podrían ser testimonios del paso por esos lugares de los antepasados de los supuestos autores del libro, es decir, Lehi y su familia.
Según el estudioso David Persuitte, Smith podría haberse basado mayormente en periódicos y libros populares de la época, abundantes en especulaciones sobre el origen de los indígenas e inexactitudes históricas. El interés de Smith por la antigüedad de América, por otra parte, venía de muchos años antes de la redacción del libro.
Otras acusaciones de plagio se basan en la similitud de varios pasajes del Libro de Mormón con historias de la Biblia, como por ejemplo la historia de Nefi con la de José de Egipto, principalmente en la relación de la envidia de sus hermanos, del Rey Noé y Abinadí con el profeta Daniel y Nabucodonosor, y la cena de Jesucristo con los nativos con la última cena con sus apóstoles, y el nombramiento de otros doce apóstoles en América.

### Lingüística
Smith asegura que las planchas de oro que encontró enterradas en la colina Cumorah estaban escritas en un idioma llamado egipcio reformado, y que logró traducirlas al inglés gracias a un instrumento llamado Urim y Tumim. El consenso académico entre los egiptólogos es que tal afirmación resulta cuestionable, por cuanto numerosos lingüistas, filólogos, historiadores y egiptólogos han estudiado con profundidad la civilización egipcia y jamás se ha hallado rastro del egipcio reformado.  Es cierto que hubo notables cambios en la escritura y la lengua egipcia durante sus más de tres mil años de existencia, por ejemplo al final del Primer Período Intermedio, durante la llamada Época de Amarna  (reinado de Akenatón  ca. 1350-1325 a. C.) y el desarrollo del demótico. Desde ese punto de vista, cualquiera de ellas podría ser llamada egipcio reformado pero ante la ausencia de evidencia es imposible clasificar la lengua usada en el Libro de Mormón dentro de cualquier cuerpo de conocimiento científico.
Los defensores del Movimiento de los Santos de los Últimos Días señalan que sus críticos se equivocan al considerar al egipcio reformado como una lengua enteramente egipcia, fija, invariable y de uso extendido. Destacan que en el Libro de Mormón esta lengua es exclusiva de una pequeña comunidad y se describe compuesta del «idioma de los egipcios» y la «ciencia de los judíos» lo cual podría indicar que la lengua sea la egipcia pero transliterada con caracteres hebreos o viceversa tal como sucede con el yidis, que es una lengua básicamente de origen alemán pero escrita con caracteres hebreos, o como sucede con un reciente descubrimiento en el que se ejemplifica el uso de otros alfabetos (el griego en este caso) para escribir una sentencia en lengua hebrea; aún tenemos otro ejemplo en el Silabario de Biblos que utiliza caracteres egipcios adaptados a la lengua de la región. En segundo lugar aclaran que el apelativo «egipcio reformado» se usa como un adjetivo y nunca como un nombre propio, tal como aparece descrito en el Libro de Mormón, por tanto, es natural que sea muy poco probable que se halle una lengua que expresamente se llame «egipcio reformado» y, desde luego, susceptible de ser encontrado en un diccionario moderno. Este término debería entenderse como una lengua que se ha modificado o transliterado para adaptarse a las necesidades de la comunidad que la utiliza.
Cabe destacar, sin embargo, que los arqueólogos niegan la existencia de inscripciones hebreas o egipcias en la América precolombina. Los mormones alegan que, por otro lado, en estricto sentido esto no tiene una relación directa con el egipcio reformado, puesto que dicha lengua que sufriría modificaciones a lo largo de casi un milenio, además del hecho de que según afirma el mismo libro, sus hablantes (nefitas) habrían sido exterminados alrededor del año 400 d. C. y su lengua, por ende, estaría extinta. Por otra parte, los Urim y Tumim bíblicos, artefactos mediante los cuales Smith dijo haber traducido las planchas de oro, parecen haber sido piedras sagradas que se echaban a suerte y no un dispositivo para la videncia, como alegó Smith.
El erudito francés Jean-François Champollion logró, tras arduos esfuerzos, descifrar los jeroglíficos de la famosa piedra de Rosetta en 1822. Casi seis décadas más tarde, en 1880, el erudito alemán Ludwig Stern publicó su gramática copta, y en 1902 lo hizo el egiptólogo alemán Adolf Erman. Fue gracias a los trabajos de Champollion, Stern y Erman que se logró conocer en profundidad la evolución del idioma egipcio, desde el tiempo de los faraones hasta nuestros días. 
Es muy poco probable que Smith oyera hablar de las investigaciones de Champollion. De hecho, su primer contacto documentado con auténticos jeroglíficos egipcios data de 1835; en ese año adquirió un lote de papiros de una exhibición itinerante y tradujo algunos de ellos alegando que se trataba de un texto escrito por el patriarca bíblico Abraham «por su propia mano sobre papiro» y que constituye el Libro de Abraham (incluido en la Perla de Gran Precio), si bien más tarde se comprobó que la obra era un fragmento del Permiso de respiración de Horus, una versión tardía y enormemente reducida del Libro de los muertos egipcio, el cual fue fechado entre el siglo I a. C. y el siglo I d. C., entre quince y veinte siglos posterior a la supuesta fecha en la que habría vivido Abraham.Jerald y Sandra Tanner,, cap. 11 En esa misma ápoca, también comenzó a componer una Gramática Egipcia que nunca fue publicada. En ambos casos se manifiesta que Smith no conocía, ni era capaz de traducir, los jeroglíficos, lo cual pone en duda su capacidad para hacerlo con las planchas que afirmó haber descubierto. Si bien se han propuesto otras explicaciones para este hecho, como que su obra era más una revelación profética que una traducción, o que Smith era capaz de reconocer sentidos ocultos en los textos aludidos, lo cierto es que desconocía tal sistema de escritura.

## Doctrinas
El Libro de Mormón tiene un número de discusiones doctrinales sobre temas tales como la caída de Adán y Eva, la naturaleza de la expiación cristiana, escatología, agencia, autoridad sacerdotal, redención de la muerte física y espiritual, la naturaleza y proceso del bautismo, la edad a la cual se es responsable del pecado, el propósito y práctica de la comunión, la revelación personalizada, la justicia económica, la naturaleza antropomórfica y personal de Dios, la naturaleza de los espíritus y ángeles, y la organización de la iglesia de los últimos días. El evento central del libro es una aparición de Jesucristo en las Américas poco antes de su resurrección. Enseñanzas comunes del movimiento de los Santos de los Últimos días sostienen que el Libro de Mormón da cumplimiento a numerosas profecías bíblicas al dar fin a una apostasía global y señalar una restauración del evangelio cristiano. El libro puede leerse también como una crítica a la sociedad occidental y contiene pasajes que condenan la inmoralidad, el individualismo, la desigualdad social, la injusticia étnica, el nacionalismo, y el rechazo de Dios, de la revelación y de la religión milagrosa.

## Traducción al español
Para 1875 la iglesia publicaba trozos selectos del Libro de Mormón al español. A comienzos de 1880 la iglesia reunió un comité para la traducción del libro bajo la dirección de Moses Thatcher, miembro del Cuórum de los Doce Apóstoles. El comité estaba ubicado en la ciudad de Logan con su principal traductor Meliton González Trejo, un converso restauracionista proveniente de España y quien había sido el principal autor de los trozos selectos del libro. González Trejo era asistido por James Zebulon Stewart quien había servido como misionero SUD en México. Completado el primer manuscrito la revisión de la traducción fue hecha por el también converso español Olivas Vila Aoy. Vila Aloy había participado en numerosas impresas dentro y fuera de los Estados Unidos por lo que asistió también con la imprenta del libro en español y la colocación de las letras en la impresora para su impresión a mano. La primera publicación de la traducción al español ocurrió en Utah en 1886.